# Puzzle (film, 2018)
Pour les articles homonymes, voir Puzzle (homonymie).
Pour plus de détails, voir Fiche technique et Distribution.
Puzzle est un film américain réalisé par Marc Turtletaub, sorti en 2018. Il s'agit du remake du film argentin du même nom, sorti en 2010.

## Synopsis
Une femme au foyer et mère de deux enfants issue de la classe moyenne se découvre une passion pour les puzzles, ce qui va bouleverser sa vie jusque-là monotone.

## Fiche technique
- Titre : Puzzle
- Réalisation : Marc Turtletaub
- Scénario : Oren Moverman et Polly Mann, d'après le film Puzzle de 2010 de Natalia Smirnoff
- Photographie : Christopher Norr
- Direction artistique : Carmen Cárdenas
- Montage : Catherine Haight
- Distribution des rôles : Avy Kaufman
- Son : Michael Sterkin
- Musique : Dustin O'Halloran
- Costumes : Mirren Gordon-Crozier
- Décors : Roshelle Berliner
- Production : Wren Arthur, Peter Saraf, Guy Stodel et Marc Turtletaub
- Production déléguée : Steve Buscemi, Leah Holzer, Daniele Tate Melia et Natalia Smirnoff
- Production exécutive : Eddie Rubin
- Production associée : Joshua M. Cohen et Zach Vargas-Sullivan
- Sociétés de production : Big Beach Pictures, Rosto et Olive Productions
- Sociétés de distribution : Sony Pictures Classics (États-Unis)
- Format : couleur
- Genre : drame
- Pays de production :  États-Unis
- Langue originale : anglais
- Durée : 103 minutes
- Dates de sortie : 
  - États-Unis : 23 janvier 2018 (Festival de Sundance) ; 27 juillet 2018 (sortie limitée)
  - France : 24 février 2021 (diffusion TV sur OCS)

## Distribution
- Kelly Macdonald (VF : Anneliese Fromont) : Agnes
- Irfan Khan (VF : Stéphane Pouplard) : Robert
- David Denman : Louie
- Bubba Weiler : Ziggy
- Austin Abrams : Gabe
- Liv Hewson : Nicki

 Source et légende : version française (VF) sur RS Doublage